# (34259) Abprabhakaran
2000 QS119 (asteroide 34259) é um asteroide da cintura principal. Possui uma excentricidade de 0.09820120 e uma inclinação de 5.23944º.
Este asteroide foi descoberto no dia 25 de agosto de 2000 por LINEAR em Socorro.